# Callicebus dubius
Callicebus dubius là một loài động vật có vú trong họ Pitheciidae, bộ Linh trưởng. Loài này được Hershkovitz mô tả năm 1988.